# Championnats d'Europe de nage en eau libre 1993
Navigation
1991 2008
La 3e édition des Championnats d'Europe de nage en eau libre se déroule du 28 au 29 août 1993 à Slapy en République tchèque.

## Podiums
Les médaillés sont :
| Épreuves | Or                                      | Argent                                 | Bronze                              |
| Femmes   | Femmes                                  | Femmes                                 | Femmes                              |
| -------- | --------------------------------------- | -------------------------------------- | ----------------------------------- |
| 5 km     | Olga Šplíchalová (CZE) 1 h 2 min 27 s 3 | Carla Geurts (NED) 1 h 2 min 59 s 3    | Eva Nováková (CZE) 1 h 3 min 46 s 5 |
| 25 km    | Anne Chagnaud (FRA) 5 h 47 min 57 s 8   | Gea Veldhuizen (NED) 5 h 52 min 52 s 2 | Wandy Kater (NED) 5 h 53 min 3 s 7  |
| Hommes   |                                         |                                        |                                     |
| 5 km     | Marco Formentini (ITA) 58 min 10 s 9    | Claudio Gargaro (ITA) 59 min 8 s 2     | Aleš Havránek (CZE) 59 min 41 s 4   |
| 25 km    | Dario Taraboi (ITA) 5 h 28 min 6 s      | Hans van Goor (NED) 5 h 36 min 12 s    | Attila Molnár (HUN) 5 h 44 min 30 s |

## Tableau des médailles
| Rang  | Nation             | Or | Argent | Bronze | Total |
| ----- | ------------------ | -- | ------ | ------ | ----- |
| 1     | Italie             | 2  | 1      | 0      | 3     |
| 2     | République tchèque | 1  | 0      | 2      | 3     |
| 3     | France             | 1  | 0      | 0      | 1     |
| 4     | Pays-Bas           | 0  | 3      | 1      | 4     |
| 5     | Hongrie            | 0  | 0      | 1      | 1     |
| Total | Total              | 4  | 4      | 4      | 12    |